# ركبة المحفد (يريم)

تعديل مصدري - تعديل

ركبة المحفد محلة تابعة لقرية عرب، التابعة لعزلة بني منبة بمديرية يريم إحدى مديريات محافظة إب في الجمهورية اليمنية.، بلغ تعداد سكانها 82 حسب تعداد اليمن لعام 2004.